# Ulf Kirsten
Ulf Kirsten (* 4. prosince 1965, Riesa) je bývalý německý fotbalový útočník a reprezentant, později fotbalový trenér. Nastupoval za reprezentace Východního Německa i sjednoceného Německa.
V roce 1990 se stal fotbalistou roku ve Východním Německu.

## Klubová kariéra
Začínal ve východoněmeckém klubu Dynamu Drážďany (1983–1990). Vyhrál zde DDR-Oberligu (1988/89, 1989/90) i FDGB-Pokal (1984/85, 1989/90).
Po pádu železné opony odešel jako jeden z prvních východoněmeckých fotbalistů na západ německé země a zakotvil v Bayeru Leverkusen, se kterým vyhrál DFB-Pokal v sezoně 1992/93. V sezóně 1992/93 se stal v dresu Leverkusenu s 20 brankami nejlepším střelcem německé Bundesligy (společně s Anthony Yeboahem), v sezónách 1996/97 a 1997/98 byl již s 22 góly na čele tabulky nejlepších kanonýrů Bundesligy sám.

## Reprezentační kariéra
V reprezentaci odehrál rovných 100 zápasů a dal 34 gólů (49 záp./14 gólů za Východní Německo a 51 záp./20 gólů za sjednoceného Německo).
Zúčastnil se MS 1994 v USA, MS 1998 ve Francii a EURA 2000 v Nizozemsku a Belgii.